# Fuerzas Básicas del Club Santos Laguna
La cantera o el fútbol base del Club Santos Laguna tuvo sus inicios a principios de los años 1990. El club fundó el equipo filial Santos Laguna A a petición de la FMF, con el fin de reforzar sus fuerzas básicas y la de los otros clubes de la Primera División. En la época reciente las fuerzas básicas del club han tenido un crecimiento y protagonismo en los nuevos formatos que creó la Federación Mexicana de Fútbol en 2006. Las divisiones inferiores abarcan las categorías Sub-15, Sub-17, Sub-19 y Sub-21.
Con el objetivo de hacer crecer el nivel futbolístico del club y reforzar el plantel del primer equipo en un futuro, el 11 de enero de 2010 se inauguró la Escuela de Fútbol Santos Lala que se encuentra ubicada en las instalaciones del Territorio Santos Modelo por parte de Luis Miguel Pérez Amarante y Braulio Rodríguez Pérez, con el propósito de transmitir valores, sembrar la competitividad y el respeto hacia los rivales y cosechar el esfuerzo para el crecimiento futbolístico del club.
Actualmente la institución cuenta con doce academias de fútbol en México: Academia Santos Acapulco, Academia Santos Chiapas, Academia Santos Distrito Federal, Academia Santos Durango, Academia Santos Juárez, Academia Monclova, Academia Monterrey, Academia Santos Piedras Negras, Academia Santos Querétaro, Academia Santos Reynosa, Academia Santos Salamanca, Academia Santos Saltillo y la Academia de Fútbol Santos Lala en Torreón. Además cuenta con un equipo filial, en Córdoba, Veracruz.

## Filiales

### Santos Laguna A
Fue un club de fútbol fundado en 2006 que militaba en la Liga de Ascenso de México. Actualmente no existe debido al nuevo formato de la liga mexicana.

### Santos Los Mochis
Fue un club de fútbol que jugaba en la Segunda División de México. Fue fundado el 26 de junio de 2012, Tenía como sede la ciudad de Los Mochis, Sinaloa. Para iniciar las gestiones del club mochitense, Santos Laguna envió diez futbolistas originarios de sus fuerzas básicas. La mejor presentación concluyó en la temporada 2013/14 al finalizar como semifinalistas. El equipo desapareció bajo cuestiones legales el 15 de mayo de 2014.

### Santos Córdoba
Es un club de fútbol de la ciudad de Córdoba, Veracruz. Fue fundando en 2008 como Club Santos Casino y participa en la Tercera División de México. El equipo surgió cuando el Casino Español de Córdoba, estableció un convenio con el Grupo Modelo para que la franquicia fuera filial del Club Santos Laguna. En 2013, después de cinco años, Santos Laguna y Casino Español decidieron no renovar más su convenio de colaboración. De esta forma, el equipo cambió de nombre a "Club Santos Córdoba".

### Santos Laguna Premier
Fue un equipo de fútbol que participaba, sin derecho a ascenso, en la Liga Premier de Ascenso de México. En mayo de 2015 se anunció que los 18 equipos de Primera División tendrían un equipo filial en la Liga Premier de la Segunda División, para que los jugadores que superen los 20 años de edad y ya no puedan participar en la categoría Sub-20 se mantengan activos. Tras finalizar el torneo Clausura 2018, Santos decidió dejar de participar en la categoría y el equipo desapareció.

## Estadísticas

### Competencias internacionales

#### Torneo de Viareggio
| #     | Temporada | PJ | PG | PE | PP | GF | GC | Dif | Puntos | Posición | %                   |
| ----- | --------- | -- | -- | -- | -- | -- | -- | --- | ------ | -------- | ------------------- |
| 1     | 2012      | 0  | 0  | 0  | 0  | 0  | 0  | 0   | 0      | 0        | División por cero.% |
| 2     | 2013      | 0  | 0  | 0  | 0  | 0  | 0  | 0   | 0      | 0        | División por cero.% |
| 3     | 2014      | 0  | 0  | 0  | 0  | 0  | 0  | 0   | 0      | 0        | División por cero.% |
| 4     | 2015      | 0  | 0  | 0  | 0  | 0  | 0  | 0   | 0      | 0        | División por cero.% |
| Total | Total     | 0  | 0  | 0  | 0  | 0  | 0  | 0   | 0      |          | División por cero.% |

| Convocados                | Convocados          | Convocados | Convocados | Convocados | Convocados |
| Nacionalidad              | Jugadores           | 2012       | 2013       | 2014       | 2015       |
| ------------------------- | ------------------- | ---------- | ---------- | ---------- | ---------- |
| Bandera de México         | Abraham Martín      |            |            |            | x          |
| Bandera de México         | Aldo Quintanilla    |            |            |            | x          |
| Bandera de México         | Alejandro González  | x          |            |            |            |
| Bandera de México         | Alexis De La Rosa   |            |            |            | x          |
| Bandera de México         | Alonso Escoboza     | x          |            |            |            |
| Bandera de México         | Arnulfo González    | x          |            |            |            |
| Bandera de Estados Unidos | Benjamín Joya       | x          |            |            |            |
| Bandera de México         | Carlos Acevedo      |            |            |            | x          |
| Bandera de México         | Carlos Torres       | x          |            |            |            |
| Bandera de México         | César Bernal        |            | x          | x          |            |
| Bandera de México         | Christian Tovar     |            | x          | x          | x          |
| Bandera de México         | Cristian Martínez   |            |            |            | x          |
| Bandera de Estados Unidos | Daniel Cuevas       | x          |            |            |            |
| Bandera de México         | Ernesto Orozco      |            |            | x          |            |
| Bandera de México         | Fabrizio Tavano     |            | x          |            |            |
| Bandera de México         | Fernando Guevara    |            | x          |            |            |
| Bandera de México         | Gabriel Palmeros    |            |            |            | x          |
| Bandera de México         | Gael Sandoval       |            | x          | x          |            |
| Bandera de México         | Héctor Sandoval     |            |            | x          |            |
| Bandera de México         | Herbert Robinson    |            | x          | x          | x          |
| Bandera de México         | Hugo Bueno          | x          |            |            |            |
| Bandera de México         | Isaác Aguilar       |            |            | x          |            |
| Bandera de México         | Jesús Angulo        |            |            | x          | x          |
| Bandera de México         | Jesús Miranda       |            |            |            | x          |
| Bandera de México         | Jorge Alvarado      |            | x          | x          |            |
| Bandera de México         | Jorge Falcón        |            | x          | x          |            |
| Bandera de México         | Jorge Sánchez       |            |            |            | x          |
| Bandera de México         | José Abella         | x          |            |            |            |
| Bandera de México         | José de la Tejera   |            | x          |            |            |
| Bandera de México         | José Guzmán         | x          |            |            |            |
| Bandera de Argentina      | Juan Ortiz          | x          |            |            |            |
| Bandera de México         | Julio José González | x          |            |            |            |
| Bandera de México         | Julio Salas         |            | x          | x          |            |
| Bandera de Honduras       | Júnior Lacayo       |            |            | x          |            |
| Bandera de México         | Kenyi Adachi        | x          | x          |            |            |
| Bandera de México         | Luis García         | x          |            |            |            |
| Bandera de México         | Luis Saldaña        |            | x          |            |            |
| Bandera de México         | Luis Vázquez        | x          |            |            |            |
| Bandera de México         | Manuel Tejeda       |            |            |            | x          |
| Bandera de México         | Mario Rodríguez     |            | x          | x          |            |
| Bandera de México         | Mauricio Lozano     | x          |            |            |            |
| Bandera de México         | Miguel García       |            |            |            | x          |
| Bandera de México         | Moisés Arce         |            | x          |            |            |
| Bandera de México         | Oscar Bernal        |            | x          | x          |            |
| Bandera de México         | Oscar Manzanares    |            | x          | x          | x          |
| Bandera de México         | Rafael Escalante    | x          |            | x          |            |
| Bandera de México         | Rafael Nájera       |            | x          | x          |            |
| Bandera de México         | Ronaldo Cisneros    |            |            | x          | x          |
| Bandera de México         | Santiago Antunes    |            |            |            | x          |
| Bandera de México         | Sergio Ceballos     | x          | x          |            |            |
| Bandera de México         | Ulises Rivas        | x          |            |            |            |
| Bandera de México         | Uri Romero          |            |            |            | x          |
| Bandera de México         | Uriel Antuna        |            |            |            | x          |

#### Copa Internacional Mitad del Mundo
| #     | Temporada | PJ | PG | PE | PP | GF | GC | Dif | Posición | %                   |
| ----- | --------- | -- | -- | -- | -- | -- | -- | --- | -------- | ------------------- |
| 1     | 2016      | 6  | 3  | 1  | 2  | 10 | 5  | 5   | 0        | División por cero.% |
| 1     | 2018      | 5  | 0  | 1  | 4  | 1  | 12 | -11 | 0        | División por cero.% |
| 1     | 2022      | 0  | 0  | 0  | 0  | 0  | 0  | 0   | 0        | División por cero.% |
| 1     | 2023      | 0  | 0  | 0  | 0  | 0  | 0  | 0   | 0        | División por cero.% |
| Total | Total     | 0  | 0  | 0  | 0  | 0  | 0  | 0   |          | División por cero.% |

| Bandera de México         | Adrián Lozano     |
| Bandera de Estados Unidos | Carlos Flores     |
| Bandera de México         | Diego Barraza     |
| Bandera de México         | Diego Manzo       |
| Bandera de México         | Edson Martínez    |
| Bandera de México         | Eduardo Aguirre   |
| Bandera de México         | Gabriel Palmeros  |
| Bandera de México         | Gerardo Arteaga   |
| Bandera de México         | Gerardo Rodríguez |
| Bandera de México         | Jesús Angulo      |
| Bandera de México         | Jesús Miranda     |
| Bandera de México         | Joao Maleck       |
| Bandera de México         | Joel García       |
| Bandera de México         | Jonathan Díaz     |
| Bandera de Estados Unidos | Jonathan Navarro  |
| Bandera de México         | Jorge González    |
| Bandera de México         | Kevin Lara        |
| Bandera de México         | Rafael Castro     |
| Bandera de México         | Roy Ureña         |

| Bandera de México | Bruno Esquivel       |
| Bandera de México | Ángel Carrillo       |
| Bandera de México | Carlos López         |
| Bandera de México | Kevin Picón          |
| Bandera de México | Ernesto Narro        |
| Bandera de México | Sebastián Valenzuela |
| Bandera de México | Jonathan Pérez       |
| Bandera de México | Kevin Núñez          |
| Bandera de México | Diego Martínez       |
| Bandera de México | David Carranza       |
| Bandera de México | Joshua Mancha        |
| Bandera de México | Juan Pablo Tejeda    |
| Bandera de México | Luis Vega            |
| Bandera de México | André Martínez       |
| Bandera de México | Luis Rosales         |
| Bandera de México | Roberto Salazar      |
| Bandera de México | Rubén Meléndez       |
| Bandera de México | Guillermo Muñoz      |
| Bandera de México | Isaác Gómez          |
| Bandera de México | Ronaldo Rubio        |

- Referencias:

2016
- - Partido 1.[16]
  - Partido 2.[17]
  - Partido 3.[18]
  - Partido 4.[19]
  - Partido 5.[20]
  - Partido 6.[21]

2018
- - Partido 1.[22][23]
  - Partido 2.[24][25]
  - Partido 3.[26][27]
  - Partido 4.[28][29]
  - Partido 5.[30]

## Escuelas y academias
El programa de escuelas y academias de fútbol de Santos Laguna fue fundado en septiembre del 2010.
| Aguascalientes - Aguascalientes. Baja California - Tijuana. Chihuahua - Juárez. - Chihuahua. - Cuauhtémoc. - Parral. - Peñoles - Bismark. Ciudad de México - Centro de Formación Santos Laguna. Coahuila - Centro de Formación Santos Lala. - Saltillo. - Monclova. - Piedras Negras. - Acuña. - Región Carbonífera. - Santos Campestre. - Coyote. - Met - Mex Peñoles. - Peñoles San Agustín. - Peñoles Laguna Del Rey. Durango - Santos Montessori. - Peñoles - Velardeña. - Peñoles - Bermejillo. | Estado de México - Tizapa. Guanajuato - Irapuato. - León. Jalisco - Guadalajara. Nuevo León - Monterrey. - Apodaca. Querétaro - Querétaro. San Luis Potosí - San Luis Potosí. Sinaloa - Mazatlán. - Culiacán. Sonora - Hermosillo. Tamaulipas - Reynosa. - Matamoros. Zacatecas - Peñoles - Madero. - Peñoles - Sombrerete. |

## Torneos

### Copa Santos Peñoles
La Copa Santos Peñoles nació en el año 2011 con la intención de integrar a niños y jóvenes en un evento de carácter internacional en el cual se centre la competencia de miles de niños, niñas y jóvenes en Territorio Santos Modelo y la Comarca Lagunera.

### InterSantos
Es un torneo exclusivo para las Escuelas y Academias Oficiales del Club Santos Laguna, se lleva a cabo todos los años durante el mes de diciembre en las instalaciones del Territorio Santos Modelo. Se realizó por primera vez en el 2013.

## Palmarés

### Torneos nacionales
- Torneo Nacional Juvenil de Fuerzas Básicas: Apertura 2002.[53]

- Campeón de Campeones de la Zona Norte de la Liga Nacional Juvenil (1): 2010.[54]

- Liga de Fuerzas Básicas e Inferiores (2): 2011 (Santos Casino Categoría Juvenil A, Santos Laguna Categoría Juvenil B).[55]

- Liga Nacional Juvenil del Sector Aficionado de la Zona XIII (4): 2012 (Sub-13, Sub-15),[56] 2014 (Sub-13, Sub-15).[57]

- Campeón de Campeones Liga Nacional Juvenil del Sector Aficionado de la Zona XIII: 2012 (Sub-15).[58]

- Liga Nacional Juvenil: 2012 (Sub-15),[59] 2014 (Sub-13).[60]

- Subcampeón Liga Nacional Juvenil: 2010.

- Olimpiada Nacional: 2015 (Sub-14).

- Torneo Regional del Norte: 2016 (Sub-13).

- Primera División de México Sub 20 (5): Apertura 2013,[62] Apertura 2015, Apertura 2017, Apertura 2019 y Apertura 2021.

- Subcampeón Primera División de México Sub-20: Apertura 2011.

- Primera División de México Sub 17 (3): Apertura 2015, Apertura 2017 y Clausura 2018.

- Subcampeón Primera División de México Sub-17 (3): Apertura 2012, Apertura 2014, Clausura 2016.

- Primera División de México Sub 13: Primavera 2019

- Subcampeón Primera División de México Sub-13: Otoño 2015.

- Subcampeón Primera División de México Sub-15 (2): Bicentenario 2010,[67] Apertura 2016.

- Subcampeón Torneo Nacional de Reservas: 2004.[68]

- Subcampeón Segunda División de México: Apertura 2008.[69]

- Subcampeón Tercera División de México: 2011 (Santos Casino).[70]

### Torneos amistosos
- Copa Há Pok-UVM 2011: 2011 (Sub-17).[71]

- Torneo Internacional Xalapa: 2011 (Categoría 1995-96).[72]

- 1st Annual El Paso Soccer Showdown Tournament: 2012 (Sub-15).[73]

- Copa Córdoba: 2013 (Santos Casino Categoría 1999).[74]

- Copa Red Puebla: 2014 (Sub-15).[75]

- Olimpiada Nacional: 2015 (Sub-14).[76]

- Hexagonal Chihuahua: 2015 (Santos Premier).[77]

- Copa Vallarta (2): 2011 (Categoría 1995-96),[78] 2012 (Categoría 1998).[79]
  - Subcampeón Copa Vallarta (2): 2011 (Categoría 1997-1998),[80] 2012 (Categoría 2002).[81]

- Copa SKF Puebla: 2009 (Santos Casino Categoría 97-98).[82][83]
  - Subcampeón Copa SKF Puebla: 2012 (Santos Casino Categoría 1999-00).[84]

- Subcampeón Copa Amistad CIFA: 2002 (Categoría 1987-88).[85]

- Subcampeón Annual Nike Premier Spring Cup de Houston (2): 2010 (Categorías 1996, 1997).[86]

### Torneos internacionales
- Gothia Cup: 2012 (Sub-17).[87][88]
  - Subcampeón Gothia Cup: 2010 (Sub-15).[89]

- Dallas Cup: 2015 (Sub-17).[90]